# Quinto Beatle
Quinto Beatle (en inglés: Fifth Beatle) es el título que varios críticos de la prensa e industria musical han aplicado a personas que fueron, en algún momento, miembro de la banda británica de rock The Beatles, o que tuvieron una fuerte asociación con los Fab Four (John Lennon, Paul McCartney, George Harrison y Ringo Starr) durante la existencia del grupo. Las referencias de un quinto Beatle aparecieron en la prensa inmediatamente después del sensacional alzamiento de la banda a la fama global en 1963 y 1964 como el más famoso cuarteto en la cultura popular. Mayormente el título de quinto Beatle lo tuvo el primer representante del grupo, Brian Epstein, que murió en 1967.
Durante la ceremonia de inducción de the Beatles al Salón de la Fama del Rock and Roll en 1988, Harrison en un momento estableció que había solo dos quintos Beatles: Derek Taylor y Neil Aspinall (a veces mencionado como «el sexto»). En una entrevista a la BBC en 1997, McCartney afirmó: «Si alguno era el quinto Beatle, ese fue Brian Epstein». También se usaría para referirse al productor que estuvo con ellos en casi todos sus discos, George Martin.
El término no es usado para indicar la llegada cronológica de los miembros a la banda. Pete Best se unió a Lennon, McCartney, Stuart Sutcliffe y Harrison en la víspera de su estancia en Hamburgo, Alemania, usando los cinco el apodo, los «Long John and the Silver Beetles» y «The Silver Beatles» (luego probarían con «The Beat Brothers» y finalmente «The Beatles» mientras estaban en Hamburgo con Best).

## Antiguos miembros de la banda
Antes que comenzaran a ser famosos, the Beatles algunas veces estuvo conformado como un quinteto, lo cual implicaría que todas las siguientes personas podrían ser llamadas el quinto Beatle:

### Stuart Sutcliffe
Stuart Sutcliffe era el bajista original del entonces quinteto The Beatles. Tocó con la banda principalmente durante sus días como actos principales en clubes de Hamburgo, Alemania. Cuando la banda regresó a Liverpool, Inglaterra, en 1961, Sutcliffe decidió quedarse en Hamburgo. Poco después fallecería de una hemorragia cerebral. En vez de ser reemplazado por un nuevo integrante, Paul McCartney cambió su rol de guitarrista rítmico (que ejercía junto a John Lennon) al rol de bajista y así la banda continuó como cuarteto.
Sutcliffe era un pintor hábil, pero comparado con los otros Beatles, sus destrezas musicales eran descritas como «inadecuadas», y su papel en la banda era principalmente una consecuencia de su amistad con Lennon. El ingreso de Sutcliffe fue, sin embargo, una de las primeras influencias importantes en el desarrollo de la imagen de la banda; Sutcliffe fue el primero en vestir la indumentaria que posteriormente los volvería famosos —como el peinado moptop de the Beatles, pidiendo a su novia Astrid Kirchherr cortar su cabello emulando el peinado de su amigo Klaus Voormann—.

### Pete Best

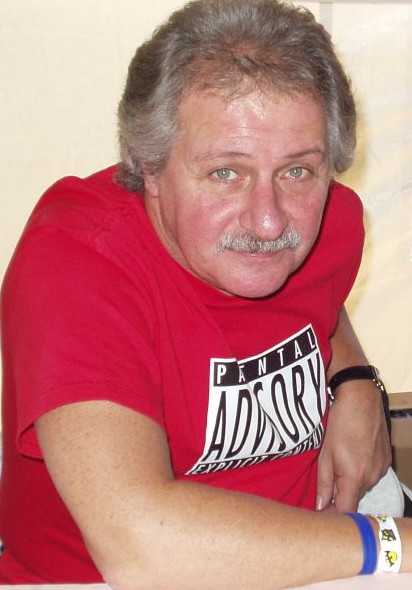
Pete Best, 2005.

Pete Best fue el baterista original de the Beatles. Tocó con la banda durante su permanencia como actos principales en los clubes de Liverpool y Hamburgo. La banda durante este período estuvo compuesta por Best como baterista, Sutcliffe como bajista (ver más arriba), y los guitarristas McCartney, George Harrison y Lennon. Mientras Sutcliffe dejaba la banda en 1961 (y falleciendo poco después), Best continuó presentándose con la banda hasta 1962 cuando fue reemplazado por Ringo Starr.

### Otros individuos
En suma, miembros de bandas anteriores (por ejemplo, The Quarry Men) como Peter Shotton, Colin Hanton, Len Garry, Eric Griffiths y Rod Davis, o cualquiera de los bateristas temporales de the Beatles, principalmente Jimmie Nicol (véase más abajo), Andy White (el baterista de sesión en las versiones más difundidas de «Love Me Do» y «P.S. I Love You»), Norman Chapman y Tommy Moore han sido motivos de discusión en este contexto, aunque con menos frecuencia. El bajista Chas Newby también se presentó en tres conciertos con la banda después de la partida de Sutcliffe.

## Negocios, gestión y producción

### Brian Epstein
Brian Epstein, el representante de la banda desde 1961 hasta su muerte en 1967, fue un instrumento en el alzamiento de the Beatles hacia la fama mundial. Epstein «descubrió» a la banda en Liverpool, vio su potencial y nunca vaciló en su fe y compromiso con ellos. Autorrestringió su supervisión de la banda para asuntos de negocios e imagen pública, y les dio absoluta libertad creativa en su música. Epstein también buscó tenazmente un contrato de grabación para la banda en Londres en un instante crucial de su carrera, luchando contra la percepción de músicos «provincianos norteños».
La muerte de Epstein en esencia marcó el comienzo de la disolución de the Beatles, como lo admitió John Lennon posteriormente. Debido a que no estaba involucrado creativamente con la banda, Epstein poco frecuentemente era llamado «quinto Beatle», pero a lo largo de los años él y el productor George Martin han sido claramente reconocidos como los miembros del círculo interior que afectaron más profundamente la carrera de la banda. En una entrevista de los años noventa, describiendo el papel de Epstein en el salto a la fama de la banda, Martin declaró: «Él es el quinto Beatle, si es que hubo alguno».
Paul McCartney resumió la importancia de Epstein para the Beatles cuando fue entrevistado en 1997 para un documental de la BBC acerca de Epstein. McCartney comentó: «Si alguien fue el quinto Beatle, ése era Brian». Epstein fue la inspiración para la película (en preparación) The Fifth Beatle de Vivek J. Tiwary, la cual será una película no documental que cubrirá los últimos seis años de su vida, combinando historia, fantasía, alegoría, secuencias de sueños y alucinaciones.

### George Martin

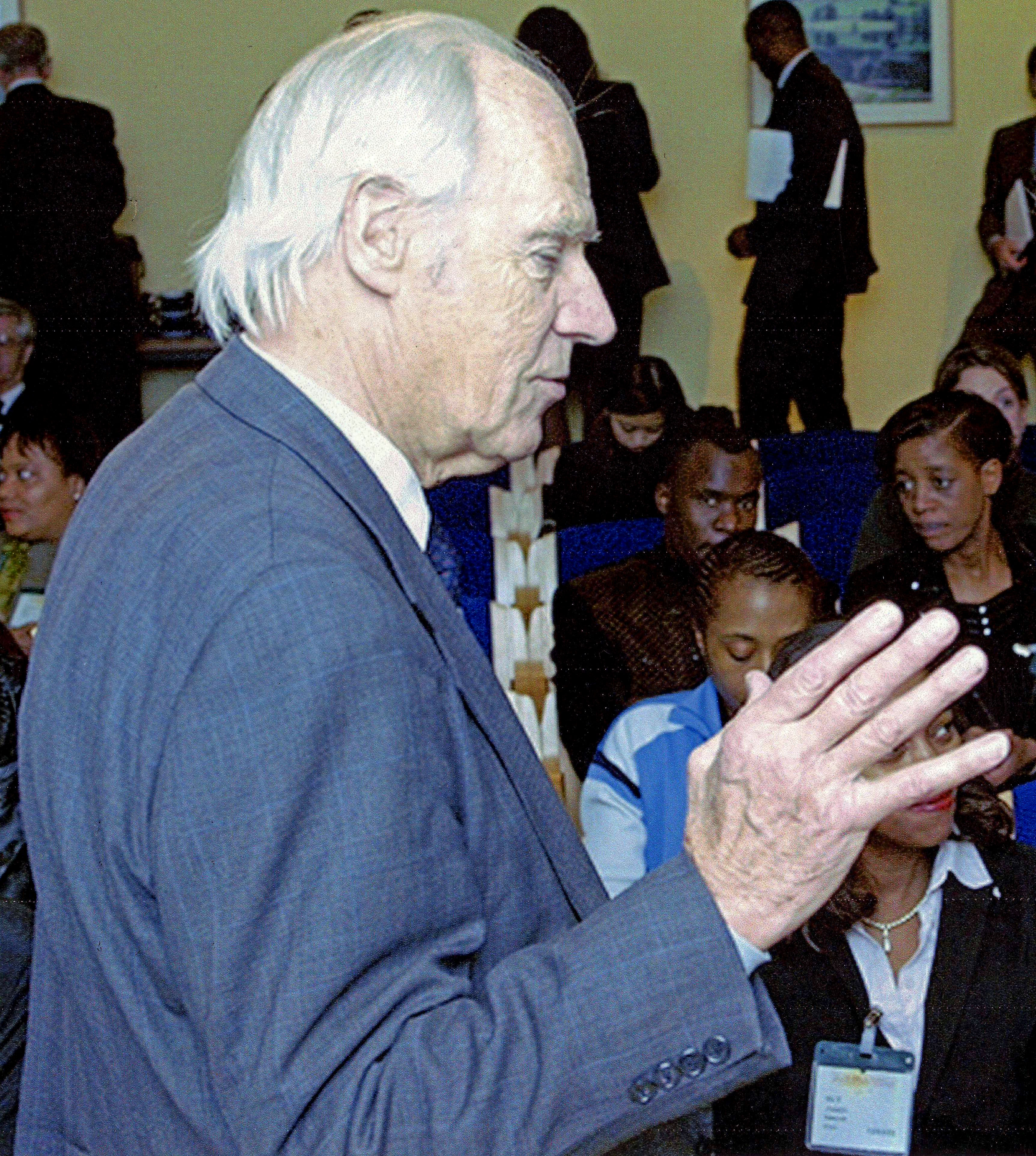
Sir George Martin, 2007.

La etiqueta de «quinto Beatle» es aplicada frecuentemente a George Martin, quien produjo casi todas las grabaciones de the Beatles (las canciones posteriores «Real Love» y «Free as a Bird» fueron producidas por Jeff Lynne) y escribió la sección instrumental para la película Yellow Submarine y el álbum de esta, y los arreglos de cuerdas y vientos (y quizás algunas voces) para casi todas las canciones del grupo, con la famosa (y polémica) excepción de la reproducción de Phil Spector en el álbum Let It Be, y la canción «She's Leaving Home», arreglada por Mike Leander. Son ampliamente destacables sus arreglos del octeto de cuerdas para «Eleanor Rigby».
La amplia formación musical de Martin (la cual adquirió en el Guildhall School of Music and Drama) y la sofisticada orientación en el estudio son acreditadas frecuentemente como contribuciones fundamentales al trabajo de the Beatles; fue, sin duda, una parte clave de la sinergia responsable para transformar un buen grupo de rock and roll en unos de los más célebres músicos populares de la época. Como lo afirma el escritor Ian MacDonald, Martin fue uno de los pocos productores de grabación a la fecha en Gran Bretaña que poseían la sensibilidad que the Beatles necesitaban para desarrollar su talento compositivo y grabación. Las ejecuciones en piano de Martin también aparecen en varias de sus canciones, incluyendo «Misery» y «In My Life». El mismo Martin afirma que el quinto Beatle es el representante de the Beatles, Epstein. Más recientemente, Martin en forma inadvertida ha fortalecido su imagen como el quinto Beatle por contribuir con la única pieza de música inédita en la banda sonora Love: un arreglo de cuerdas sobre el demo acústico de George Harrison de la canción «While My Guitar Gently Weeps», publicado en el compilatorio Anthology 3.

### Neil Aspinall
Un cercano amigo personal del grupo, Neil Aspinall, se uniría a the Beatles como su road manager, lo cual incluía conducir su vieja Van Commer hacia y desde los conciertos, de día y de noche. Después que Mal Evans comenzó a trabajar para the Beatles, Aspinall fue promovido como asistente personal, y finalmente ascendió a la posición de dirigente para Apple Corps (posición que mantuvo hasta el 10 de abril de 2007).
Aspinall estuvo involucrado en casos judiciales a nombre de Apple Corps a través de los años (incluyendo causas contra el representante posterior de the Beatles Allen Klein, su discográfica EMI, y el caso de Apple Corps contra Apple Computer). Supervisó la comercialización de la música, vídeos y mercado para la banda. Aspinall también sirvió en forma temporal como el representante del grupo después de la muerte de Epstein.
Aunque no es un músico, Aspinall también hizo contribuciones menores a un puñado de grabaciones de the Beatles. Tocó una tambura en «Within You Without You», armónica en «Being for the Benefit of Mr. Kite!», algunas percusiones en «Magical Mystery Tour», y estuvo entre los muchos participantes cantando en el coro de «Yellow Submarine». Como se mencionó más arriba, Harrison una vez comentó que Aspinall, junto a Derek Taylor, fueron el quinto miembro.

### Derek Taylor
El periodista británico Derek Taylor en primera instancia conoció a la banda después de cubrir sus presentaciones en escena. En vez de las anticipadas críticas negativas de un grupo de rock and roll, Taylor dio a sus actuaciones las mejores alabanzas. Invitado por su conocimiento del círculo de la banda, pronto se convirtió en un confidente, y se ganó gran parte de las exclusivas del grupo.
Finalmente, fue contratado aparte de su trabajo en el periódico por Epstein, quien lo puso a cargo de las conferencias de prensa de the Beatles, y la reproducción de medios de enlace para él y la banda. También se convirtió en el asistente personal de Epstein.
Durante 1968, pasó a ser encargado de prensa para Apple Corps. Como persona de mucha importancia en Apple Corps, Taylor tenía un papel mayor en los altibajos de la compañía, realizando o haciendo cumplir muchos negocios cruciales y decisiones personales, para los miembros de the Beatles y el equipo de Apple Corps, y atestiguando muchos momentos clave en los días posteriores de ambos. Como se dijo más arriba, Harrison una vez comentó que Taylor, junto con Aspinall, fueron el quinto miembro.

## Contribuciones en la música

### Tony Sheridan

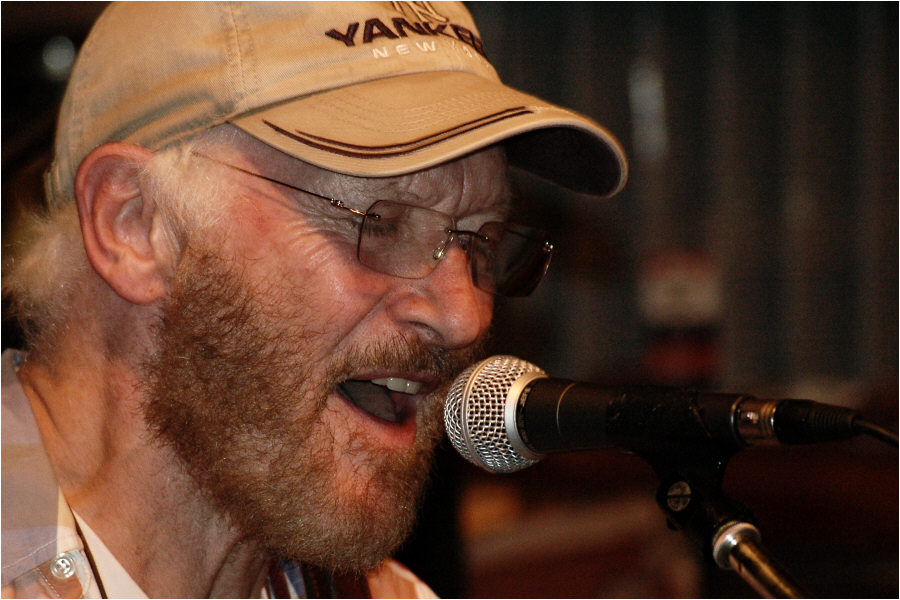
Tony Sheridan, 2004.

Mientras se presentaba en Hamburgo entre 1960 y 1963, el músico Tony Sheridan trabajó con varias bandas de soporte. En 1961, The Beatles (cuyos miembros en aquel entonces eran Lennon, McCartney, Harrison y Pete Best), quienes habían conocido a Sheridan durante su primera visita a Hamburgo en 1960, trabajaron con él cuando se presentaron por segunda vez en dicha ciudad. Cuando el agente Bert Kaempfert (perteneciente a Polydor de Alemania) vio la pareja en escena, sugirió que hicieran algunas grabaciones juntos. (A la fecha, Sheridan era el nombre principal, con The Beatles como su banda de apoyo.) En 1962, después de una serie de sencillos (el primero de ellos, "My Bonnie"/"The Saints" logró el puesto #5 en Hit Parade), Polydor publicó el álbum My Bonnie en Alemania. La palabra "Beatles" fue prejuiciada por sonar demasiado similar a la palabra alemana "pidels" (se pronuncia peedles), el plural de un argot para "pene", así que el álbum fue acreditado como "Tony Sheridan and The Beat Brothers". Después que The Beatles habían adquirido fama, el álbum fue relanzado en Gran Bretaña, con los créditos cambiados a "Tony Sheridan and the Beatles".

### Billy Preston

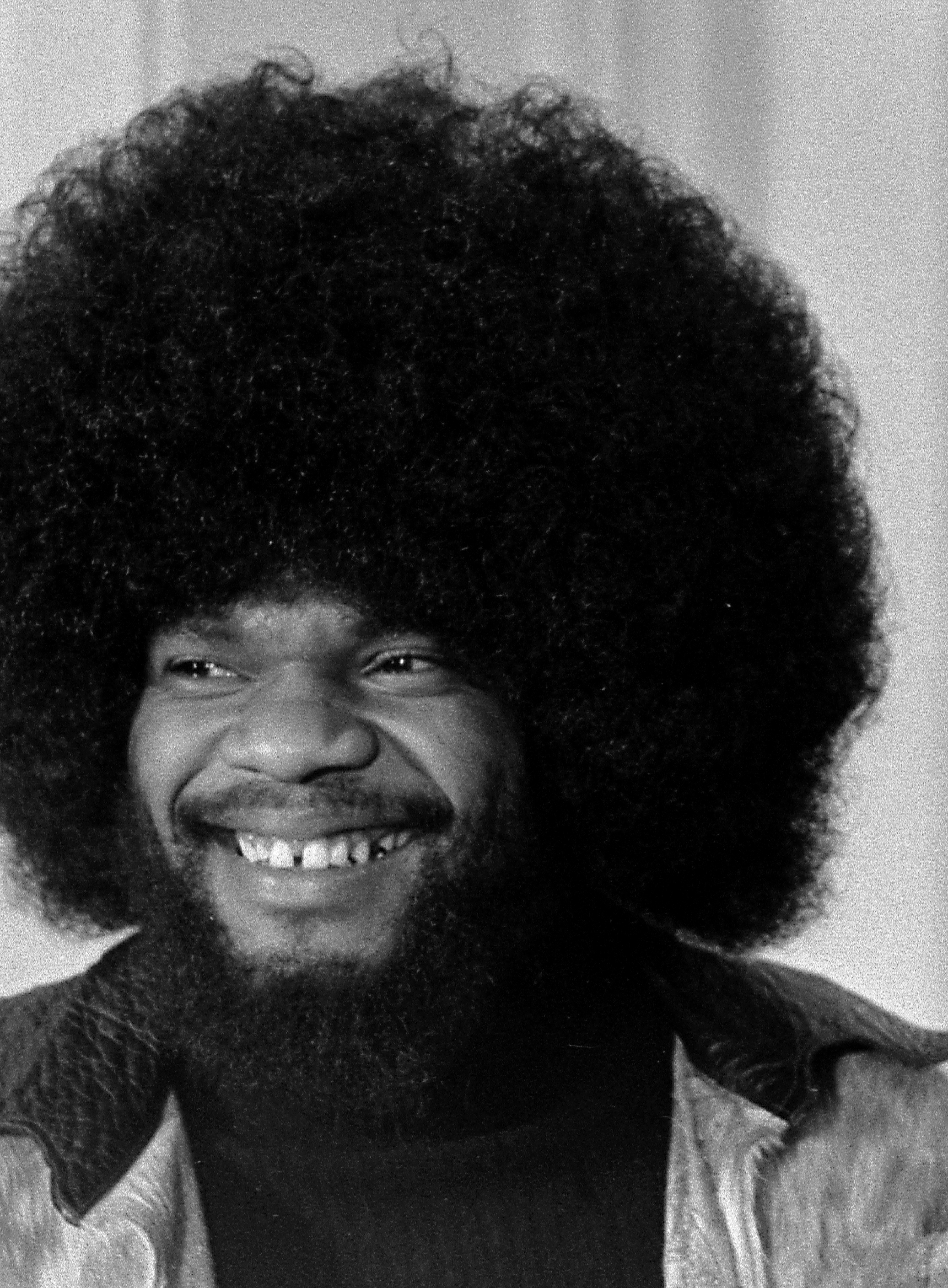
Billy Preston, 1974.

Aparte de Sheridan, el pianista Billy Preston fue el único artista en recibir crédito en un sencillo de The Beatles, en "Get Back". Preston también tocó órgano en "Let It Be" y el piano eléctrico Fender Rhodes en "Don't Let Me Down". Preston había sido presentado a The Beatles a principios de la década de 1960, pero no trabajó con ellos hasta 1969, cuando George Harrison lo invitó para unírseles a las sesiones de grabación con el fin de reducir las tensiones en la banda. John Lennon una vez sugirió que Preston se uniera a The Beatles, aún usando el término "Quinto Beatle," pero la idea fue desechada por los otros miembros. En el álbum Let it Be, donde las intervenciones de Preston son mostradas en los créditos como "con Billy Preston," identificándolo claramente como un ente separado del grupo, y también dándole un nivel de individualidad que lo distinguió de los demás músicos de sesión de estudio. Para distinguirlo del nivel común de controversia sobre quién es el quinto Beatle, algunas veces se le ha dado el título único de "el Beatle Negro".

### Jimmy Nicol

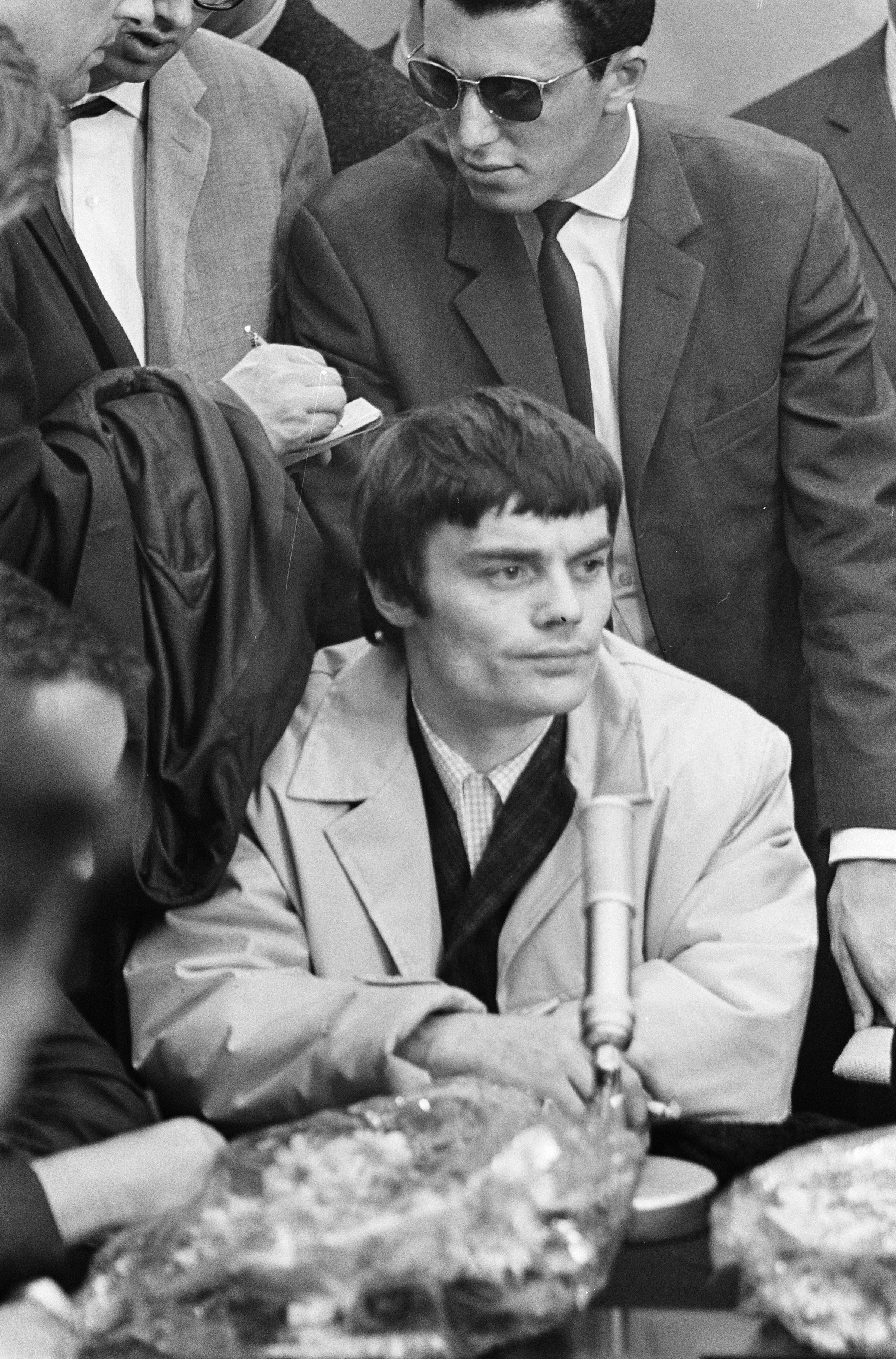
Jimmy Nicol

Durante la gira de 1964 de la banda, Ringo Starr cayó enfermo y las mangas de la gira que pasarían por Alemania y Dinamarca estuvieron a punto de cancelarse. Sin embargo la banda contrató a otro baterista, Jimmy Nicol, para reemplazar a Starr hasta su recuperación. El fotógrafo que siguió a la banda en su gira de aquel año, Harry Benson, recalca en su libro The Beatles in the Beginning, que "a John le agradaba Nicol, Paul estaba indeciso, y a George francamente no le gustaba y pensaba que era muy molesto." George era muy amigo de Ringo y su sustitución, aunque temporal, le parecía una deslealtad. Ringo se sintió amenazado por ser reemplazado, aunque fuera por solo una pequeña parte de la gira.
Nicol ocupó la mayor parte de su tiempo dentrás de la banda más famosa. Firmó autógrafos y dio entrevistas. También era un buen baterista. Hubo rumores que Ringo sería reemplazado, pero desde el principio Jimmy no fue contratado como miembro del grupo. Muchos fanes reaccionaron con desagrado, a través de cartas y telegramas. Finalmente Ringo se reunió con la banda el 14 de junio, en Melbourne, Australia. El día siguiente Nicol, después de haber tocado en tocar varios conciertos en Sídney y Adelaida, dado entrevistas y firmado autógrafos, fue acompañadoado al aeropuerto por Brian Epstein y voló de regreso a Gran Bretaña. Posteriormente se supo que Nicol recibió una suma de 500 libras esterlinas por los conciertos y se le dio un reloj de oro como recuerdo.
Se sugiere, tal vez en forma apócrifa, que la frase "It's getting better" ("mejorando") en la canción "Getting Better" del álbum Sgt. Pepper's Lonely Hearts Club Band fue inspirada por la respuesta común de Nicol ante repetidas preguntas de Paul durante su paso por la banda sobre cómo estaba enfrentando la situación.

### Eric Clapton

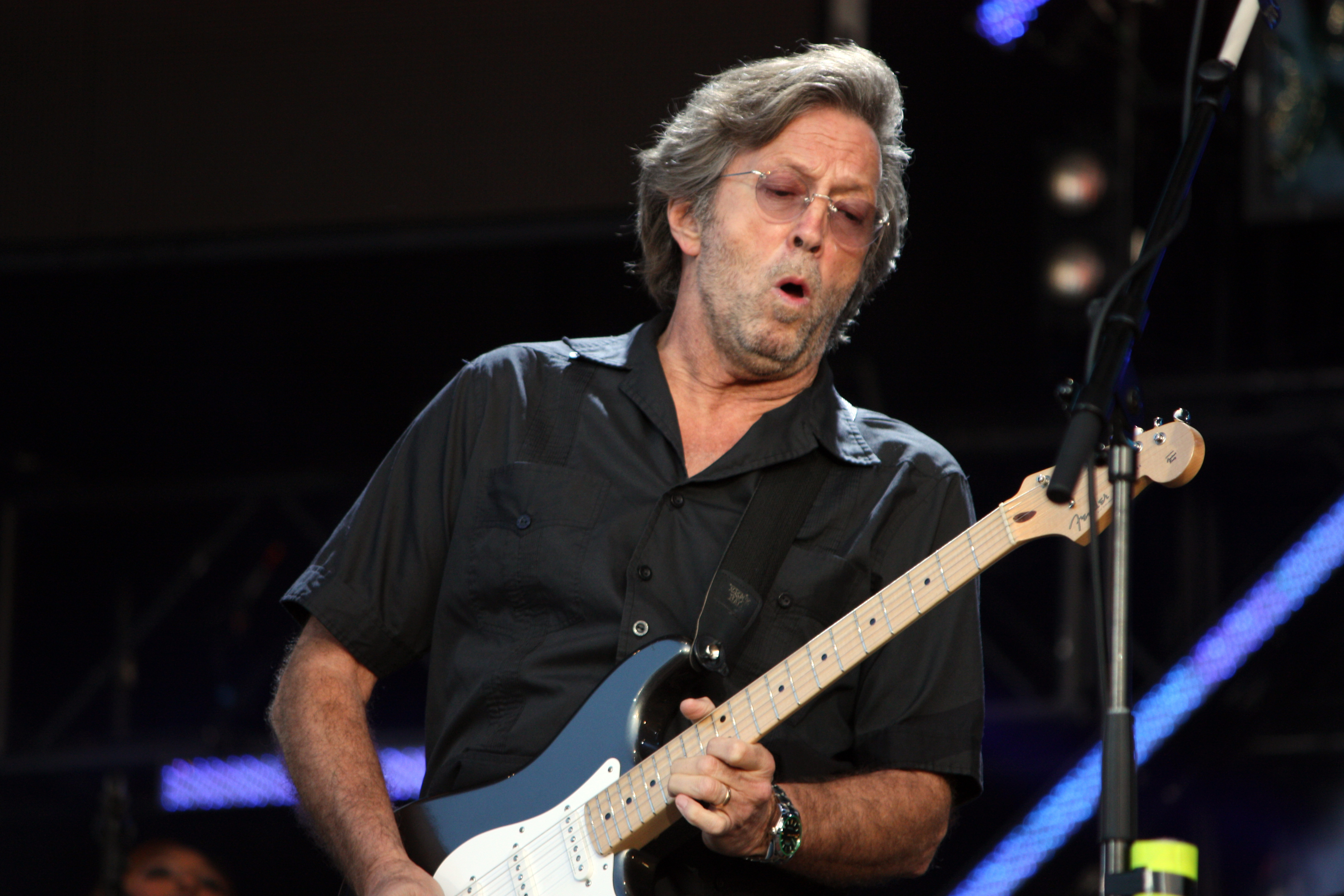
Eric Clapton, 2008.

Se sabe de la estrecha amistad entre Clapton y George Harrison, además que ambos se han influido en cuanto a lo musical. En este caso Clapton ayudaría Harrison en la legítima canción "While My Guitar Gently Weeps", del álbum White Album de 1968. Harrison le había invitado a su amigo a interpretar una de sus composiciones, pero Clapton en un principio se rehusó a formar parte de la canción, diciendo "Nadie toca en las grabaciones de The Beatles." Pero Harrison lo convenció y así Clapton interpretó la guitarra solista y realizó un solo que está considerado por la revista Guitar World como el número 42 de entre los 100 solos más grandes de guitarra. El solo de Clapton fue realizado con una Gibson Les Paul, y un amplificador Fender Deluxe.
Clapton quiso que fuera un ritmo más "Beatle" y que no se pareciera en nada a su forma de tocar; gracias a al ingeniero Chris Thomas, logró adoptar ese sonido. Gracias a su colaboración en la canción hizo que los demás beatles se interesaran más en la canción. Harrison dijo "La presencia de Eric tenía otro efecto sobre la banda". Además fue en la casa de Clapton, donde Harrison se había inspirado para componer Here Comes the Sun.

### Otros "Quintos Beatle" en la música
- Alan Civil, tocó un solo de vientos en "For No One".
- Mal Evans, chofer de gira, asistente y amigo de los músicos. Sus papeles como el tocar órgano Hammond en "You Won't See Me", golpear el bombo en "Yellow Submarine", 'golpear el yunque' en "Maxwell's Silver Hammer", y su parte solista hasta la alarma del reloj en "A Day in the Life" también deberían ser tomados en cuenta. Evans también tocó pandero en varias canciones, tales como "Birthday".
- Nicky Hopkins, tocó el solo de piano eléctrico en "Revolution".
- Brian Jones, miembro de The Rolling Stones tocó un solo de saxofón en "You Know My Name (Look Up the Number)".
- Jackie Lomax, cuyo éxito menor "Sour Milk Sea" fue compuesto por George Harrison y tuvo al grupo (excepto Lennon) participando en la canción como músicos de apoyo. Lomax también apareció en una grabación de The Beatles. Mientras grababa su primer LP solista bajo la discográfica Apple (Is This What You Want?) en los estudios Abbey Road Studios, la banda, en medio de la grabación de The White Album, pidió a Lomax contribuir con voces de fondo para la canción "Dear Prudence".
- Jeff Lynne, coprodujo y tocó varias partes de guitarra en "Free as a Bird" y "Real Love" para The Beatles Anthology. A Lynne y su banda, Electric Light Orchestra, les fue dado el título de "Los Hijos de The Beatles" por John Lennon. Además, Lynne ha trabajado en varios proyectos con Paul McCartney, George Harrison y Ringo Starr.
- David Mason, tocó el solo de trompeta piccolo en "Penny Lane".
- Bernard Purdie, baterista americano de funk, quien aparentemente hizo una extravaganza comentó que lo llamaron en secreto para doblar partes de batería en antiguas grabaciones de The Beatles, en las cuales Purdie dice que Ringo nunca tocó. La evidencia salió a la luz recientemente cuando Purdie en efecto sobregrabó partes de batería en material de la época con Tony Sheridan, el cual fue adquirido por Atco y donde había tocado Pete Best, con el fin de "marcar" las grabaciones cuando fueron relanzadas en 1964, en un esfuerzo por solventar la llegada de The Beatles a América.
- Phil Spector, acreditado como "re-productor" del álbum Let It Be. Las grabaciones del álbum correspondientes a enero de 1969, producidas después de un período de lucha intensa entre los miembros de la banda (el rodaje de los ensayos para la película la semana anterior), estaban sin pulir, y algunas veces sesiones jam incompletas, y la banda parecía no querer tener nada más que hacer con aquello. Las cintas fueron entregadas al ingeniero Glyn Johns y le dijeron que volviera con un álbum, originalmente pensando que fuera un álbum "en vivo tocando en el estudio". En mayo de 1969, Johns volvió con lo mejor que podía hacer, y la banda lo rechazó. Spector había estado esperando por mucho tiempo poder trabajar con The Beatles, así que, en marzo de 1970, le fueron entregadas las cintas para re-trabajarlas. Sin embargo, el uso de sus suaves orquestaciones dobladas (las cuales mucha gente identifica con su famoso estilo "Muro de Sonido") sobre algunas canciones ha sido motivo de controversias, y el álbum Let It Be se convirtió, finalmente, en el único álbum de The Beatles que fue re-titulado y relanzado con un formato sustancialmente diferente (Let It Be... Naked), con los arreglos orquestales de Spector totalmente removidos.
- Klaus Voormann, quien estuvo en contacto con los miembros de The Beatles desde los días en Hamburgo a principios de la década de 1960. Diseñó la portada del álbum Revolver para el grupo en 1966, y también diseñó las portadas para los álbumes The Beatles Anthology. En suma, tocó el bajo en varios sencillos y álbumes publicados por John, George y Ringo después de la separación durante mediados de la década de 1970. A principios de dicha década, una vez surgió el rumor que Voorman reemplazaría a Paul para una nueva configuración de la banda, posiblemente acompañados por Billy Preston. Esta formación a veces es llamada "The Ladders".

#### Esposas de miembros de The Beatles
Tres de las entonces esposas y novias de The Beatles también realizaron apoyo musical en determinadas canciones:
- La entonces esposa de George Harrison, Pattie Boyd, junto a la futura esposa de Paul McCartney, Linda Eastman y la futura esposa de John Lennon, Yoko Ono, proporcionaron voces de fondo adicionales en la canción "Birthday".
- Linda Eastman hizo una contribución vocal no acreditada en la canción Let It Be en enero de 1969.[9]
- Yoko Ono contribuyó al álbum The White Album cantando una línea como voz principal en "The Continuing Story of Bungalow Bill", y trabajó con John Lennon en la canción "Revolution 9".

## Otros candidatos
En lugar de Brian Epstein y Neil Aspinall, ha habido varios individuos "no músicos" que han sido referidos o nominados para ser el "Quinto Beatle". Entre estos se incluyen:

### "Quintos Beatle" famosos
- El boxeador Muhammad Ali frecuentemente ha sido nombrado como el Quinto Beatle, como resultado de su similar efecto hacia la sociedad y cultura mediante la entretención: "Él era un 'tremendo' artista ante la adecuada aplicación del término en la cultura juvenil y el mundo de la música; él era el 'Quinto Beatle', un desarraigado, sin clase, alienígena, una figura anti-organizacional de gran atractivo".[10]

### "Quintos Beatle" a modo de broma
- George Best, futbolista estrella de la década de 1960, compartió su apellido y estilo de vida de celebridad con Pete Best. Best fue apodado el "Quinto Beatle" y "El Beatle" por la prensa portuguesa después de marcar un gol para Manchester United en una victoria de 4–1 en Wembley contra Benfica en la Final de la Copa de Europa el 29 de mayo de 1968.[11][12][13]
- Stephen Colbert, quien, en el episodio del 28 de enero de 2009 de The Colbert Report, pidió al ex-Beatle Paul McCartney si podría ser el quinto, a lo cual Paul respondió que no.
- Tatsuya Ishida, artista de cómic, creador de la tira cómica Sinfest, a modo de broma autonombrándose "quinto Beatle" en el epígrafe de su tira cómica "Conscious Again"] en 2000.[14]
- Murray the K, un disc-jockey de Nueva York quien estaba bromeando sobre el término "quinto Beatle" de George Harrison. Murray fue uno de los pocos que se autoproclamó como Quinto Beatle. Se le atribuye haber acuñado el término "Quinto Beatle" cuando se autoproclamó estando al aire en 1964.
- El comunicador Brian Matthew, que animaba Saturday Club en el BBC Light Programme durante la década de 1960, refirió en una edición 2006 de Sounds of the 60s de BBC Radio 2 (15 de julio de 2006) que, no solo Best había estado de acuerdo con el epónimo de "quinto Beatle", sino que él mismo, en una ocasión, se había referido como tal.
- John Melendez, más conocido como "Stuttering John" del programa The Howard Stern Show, fue enviado a una conferencia de prensa fijada para el anuncio de una gira de Ringo Starr, posterior al lanzamiento de Ringo Starr and His All-Starr Band en 1990, y le preguntó: "Ahora que Murray the K se ha ido, ¿quién es el quinto Beatle?", a lo cual Ringo respondió: "Eres tú".
- Little Richard, cuyo don de autopromoción extravagante es legendario, de buen humor afirma haber "enseñado a The Beatles todo lo que ellos sabían" y en ocasiones ha reclamado el título. Es más, las canciones y estilo de Richard influenciaron a los primeros Beatles, y la poderosa voz de Paul McCartney que emula sus canciones tales como "Long Tall Sally", factores que fueron importantes en la naciente carrera de The Beatles. En realidad, la interacción personal de Richard con The Beatles ocurrió en unos pocos días a principios de 1963, cuando The Beatles fueron teloneros de Richard en varias presentaciones de Gran Bretaña.
- Ed Rudy, el único reportero de noticias de América que viajó con The Beatles durante la totalidad de su primera visita a Estados Unidos.[15]
- William Stuart Campbell, el reemplazante de Paul McCartney de acuerdo a la leyenda urbana "Paul está muerto".
- El disc-jockey con sede en Nueva York, Roby Yonge, cuyo elevado perfil en WABC-AM ayudó a perpetuar la leyenda urbana "Paul está muerto".
- Juan Alberto Badia, debido a su regionalismo perpetuante de la "beatlemania" argentina se ha ganado y en más de una ocasión autodenominado "el quinto beatle acústico latino".[16]
- El personaje ficticio Apu Nahasapeemapetilon de la serie animada Los Simpsons se autoproclama el quinto Beatle durante una charla con Lisa y Paul y Linda McCartney en el episodio Lisa, la vegetariana.[17]